# Protocolo de Lusaca
O Protocolo de Lusaca foi um tratado de paz angolano que durou cerca de quatro anos e tinha como base a desmobilização das tropas das Forças Armadas de Libertação de Angola (FALA) — braço armado da União Nacional para a Independência Total de Angola (UNITA) — e fusão destas nas recém-criadas Forças Armadas Angolanas (FAA).
O tratado foi assinado na capital da Zâmbia, Lusaca, no dia 20 de novembro de 1994, pelo então Ministro das Relações Exteriores do Estado angolano, Venâncio da Silva Moura, e o então secretário-geral da UNITA, Eugénio Manuvakola.  Este Protocolo, veio corrigir alguns défices que se registaram nos Acordos de Bicesse e também serviu para a formação de um Governo de Unidade e Reconciliação Nacional em Angola, que incluiu todas as forças políticas que tinham assento parlamentar, saído das eleições de 29 e 30 de setembro de 1992.
No entanto, a guerra continuou até 2002, altura em que Jonas Savimbi, líder da UNITA, foi morto em combate. Neste mesmo ano foi assinado o Memorando de Entendimento do Luena — complemento aos acordos de paz de Bicesse e Lusaca —, que definiram a conversão da UNITA em partido civil com o abandono da luta armada.